# 悼念8·23慘案遊行
悼念菲律賓遇難港人聯合大遊行，又稱悼念8·23慘案遊行，是指2010年8月29日，香港多個政黨就馬尼拉人質事件發起的靜默遊行，亦是繼1989年八九學運以及2003年沙士時期後，香港泛民主派及親建制派再一次合作。值得一提的，是遊行的日期剛好是死難者的頭七。另外，當天香港天文台發出了一號熱帶氣旋警告，該風暴名稱正是香港命名的獅子山。

## 背景
於2010年8月23日當地時間上午10時半左右，已遭革職的前菲律賓高級警務督察羅蘭多·門多薩以搭便車為名，手持M16突擊步槍登上香港康泰旅行社在菲律賓的旅遊巴，挾持車上23名人質。事件持續11小時後以流血告終，造成旅行團8死7傷。

## 遊行經過
是次活動主要由民主黨、公民黨、工聯會及民建聯聯合籌辦，自由黨、民協及社民連均有派人出席。民主黨負責舞台音響、立法會致送花圈、牌照申請等事宜；民建聯準備五萬條黃色絲帶派給參加者；工聯會安排糾察人員。維園的六個足球場劃為隊伍集合的地點，其中最近天后的足球場已搭建舞台，台上拉起黑底白字標語，寫有「沉痛哀悼 遇難同胞，要求徹查 事件真相」字句，現場就播出哀樂。
遊行由維園出發，以遮打花園為目的地。是次遊行當中，大部分人士均響應主辦單位，以靜默表示哀悼及以穿著黑色或白色素衣。另一方面，大會將派發黃色絲帶供市民繫上，遊行人士也可攜帶鮮花向死難者致哀。由於遮打花園既是慣常遊行集會抗議的場地，也是菲傭在星期日休假聚集的地點，所以大會也有呼籲遊行人士保持冷靜，避免出現種族仇視的情緒。另一方面，各政黨只准帶備一中一英的示威橫額，讓市民辨認走入隊伍。
遊行先由立法會主席曾鈺成宣讀立場，批評菲律賓政府處理8月23日劫持事件的手法犯有重大錯失，促請香港特區政府嚴正要求馬尼拉當局嚴查真相，並公開道歉。聲明也同時要求港府爭取直接參與調查工作，並為他日可能發生的同類型事件制定明確的應變機制。然後，全場默哀三分鐘，然後沿電車路遊行至遮打花園，拉起「哀悼遇害同胞」及「徹查事件真相」中英文標語，但不會喊口號。遊行隊伍龍頭1小時後抵達遮打花園，立法會議員帶領默哀1分鐘，向遇難者獻花。遊行人數達8萬，這是一次立法會全體議員歷史性的跨黨派靜默遊行，各黨派罕有的走在一起在這悲傷的氛圍中展示團結。遊行人士將黃絲帶綁在欄杆，以示哀悼後散去。
遊行隊伍行經軒尼詩道時，警方封閉三條行車線，沿途有很多市民加入，有不少市民均自製橫額。至下午四時半，龍頭已經到達遮打花園。不過，因為參加人數眾多，市民需要分批出發，等候期間10多名市民抵不住烈日暴曬，懷疑中暑暈眩嘔吐送院。
民主黨張文光表示，遊行大約有8萬人參加；警方估計，最高峰時有3萬人參與。
運輸署表示，為配合當日的遊行，天后、銅鑼灣、灣仔及金鐘一帶，會有多條道路分階段封閉，92條巴士及16條專線小巴線受影響，需要改道行走。

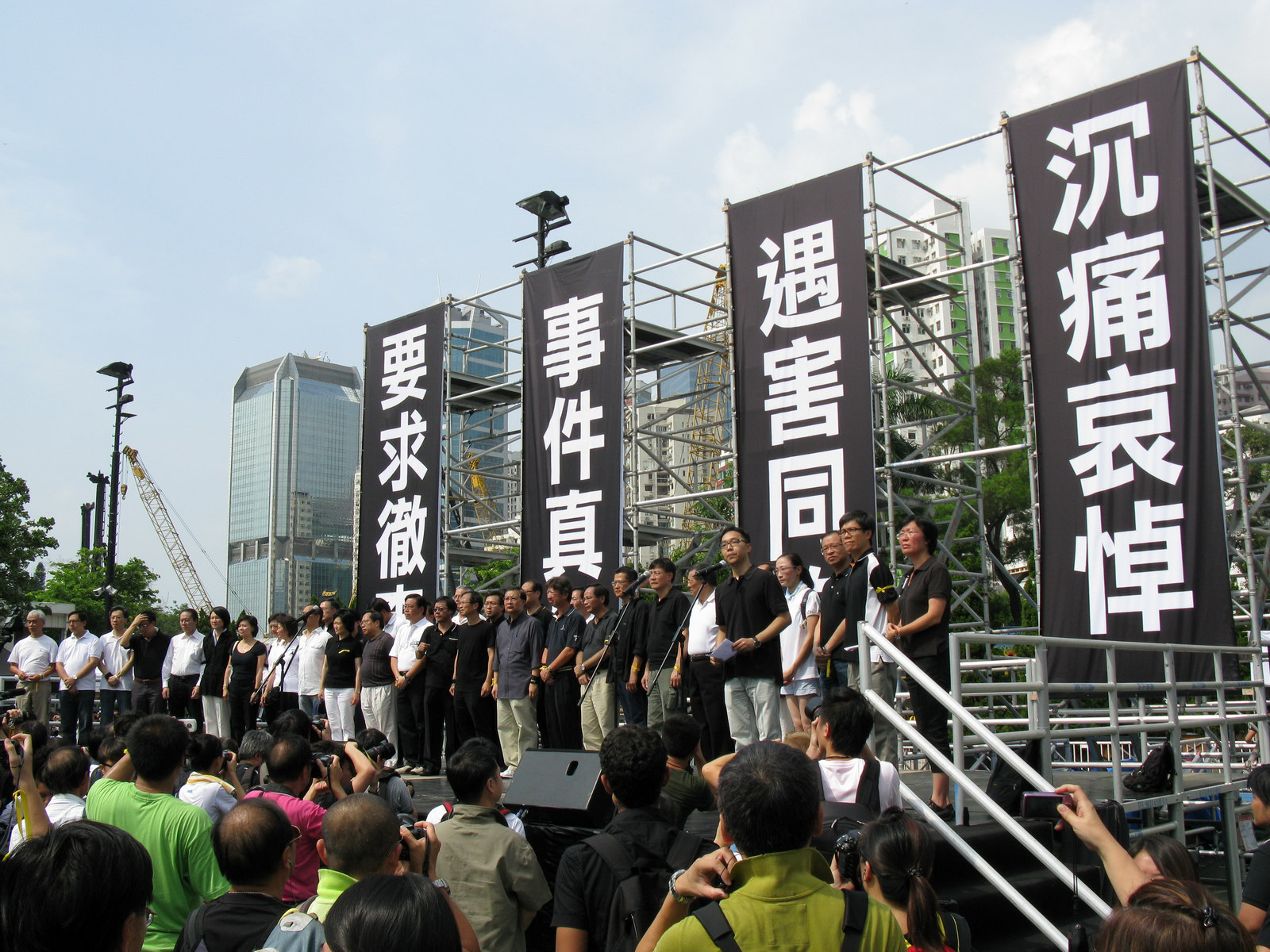
遊行人士在維園準備進行默哀
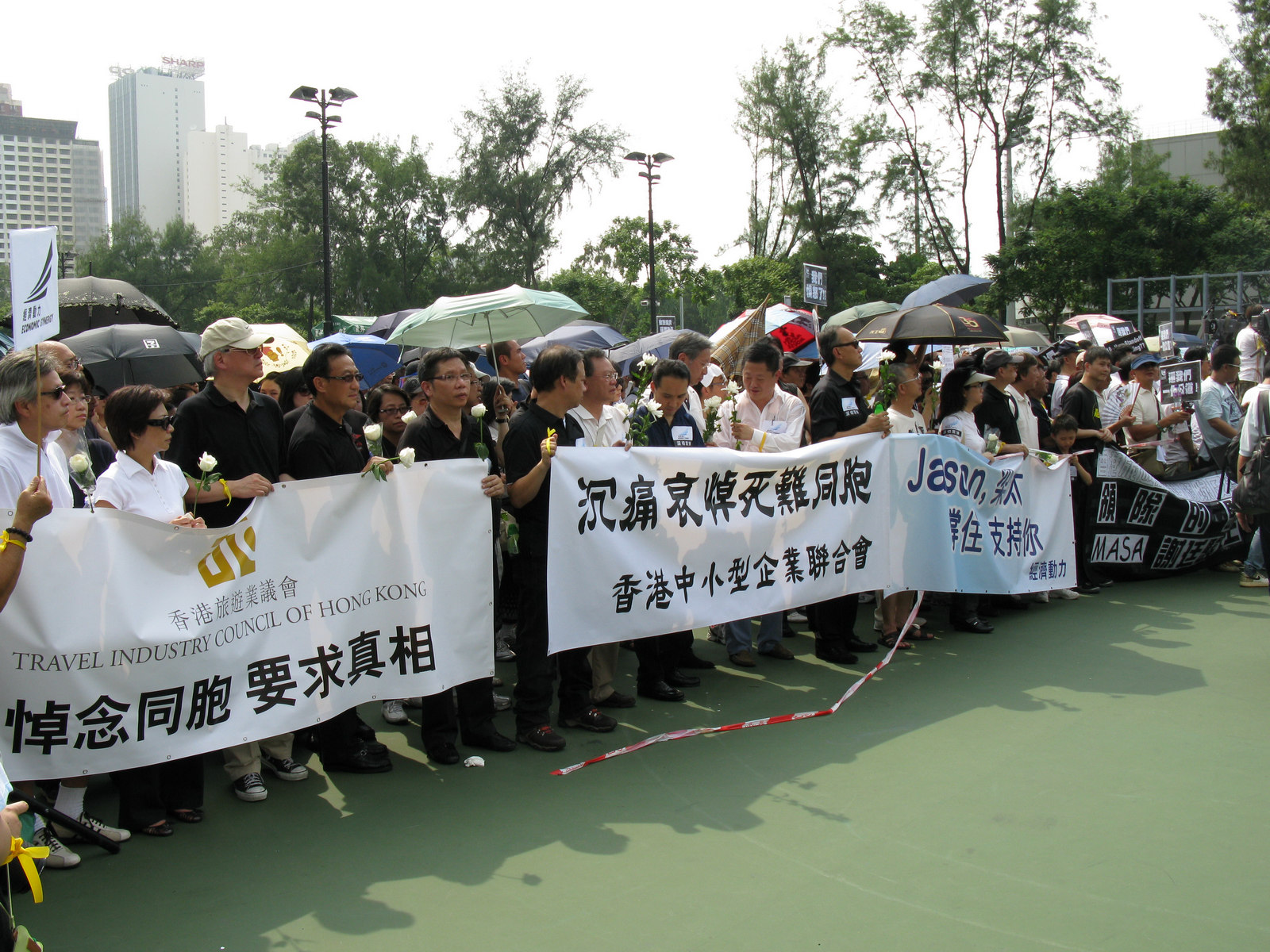
部份團體的示威橫額
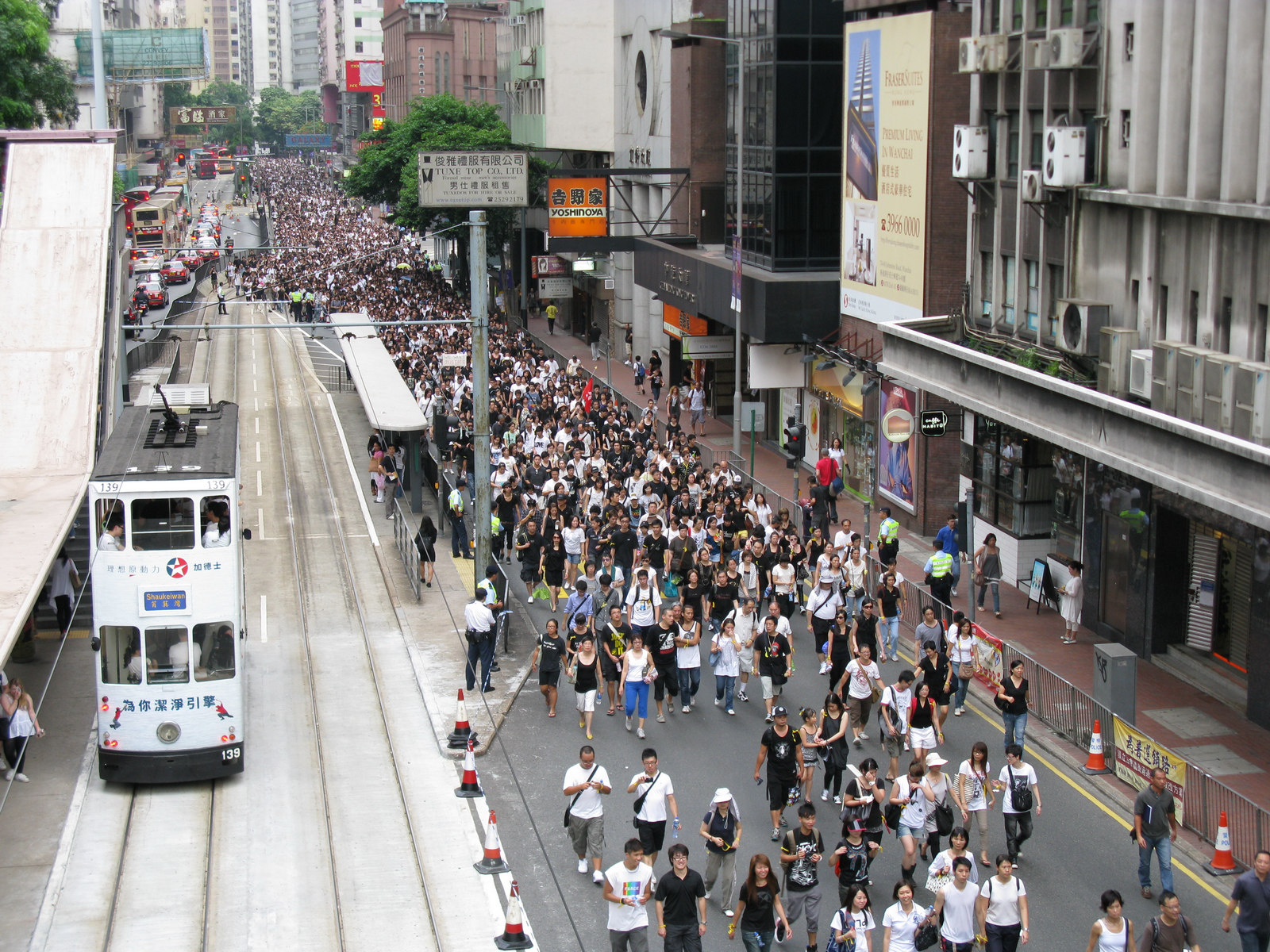
遊行人士經過軒尼詩道軍器廠街附近的情況
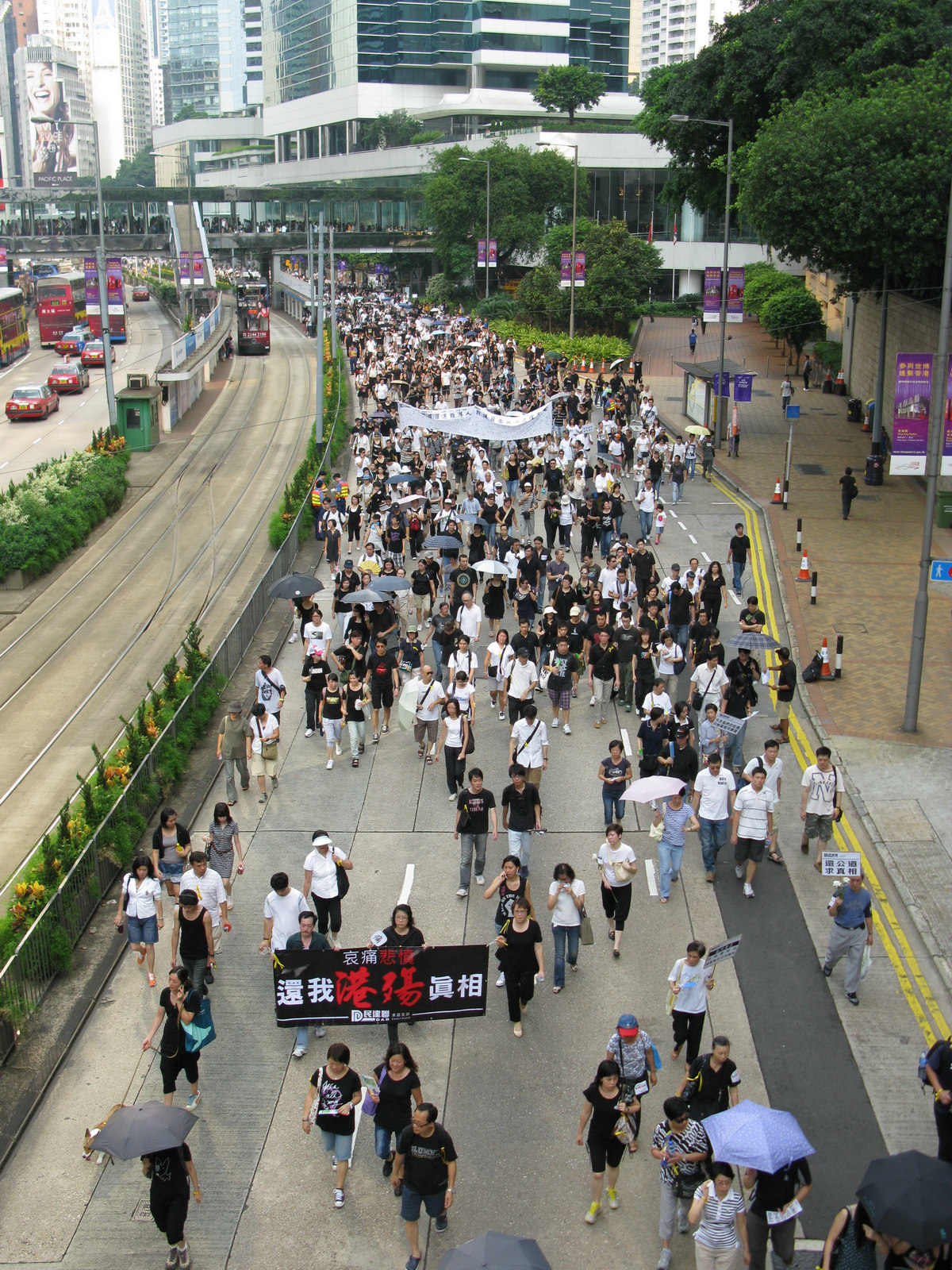
遊行人士經過金鐘道高等法院天橋的情況